# トレミーの48星座
トレミーの48星座（トレミーの48せいざ）は、2世紀の天文学者クラウディオス・プトレマイオスが作成した星表に見られる星座のことである。
正式にはプトレマイオス星座（プトレマイオスせいざ、Ptolemaic constellations）と呼ばれるが、1970年代までは、しばしばトレミー星座と表現されていた。トレミーはプトレマイオスの英語形 Ptolemy に由来する。星座の数より「プトレマイオスの48星座」ともいう。

## 概要
プトレマイオス星座は、現在天文学で行われている星座の大元になった。現行の星座のうち、「プトレマイオスの星表」に起源をもつ星座を「プトレマイオス星座」と称したり、これらの星座の設定者をプトレマイオスとすることもあるが、これらはあくまで便宜上のものであり、プトレマイオス星座のほとんどはアラトスの『ファイノメナ』に見えており、これより後の「ヒッパルコスの星表」を踏襲したものであると考えられている。
以後、ヨーロッパだけでなくアラブでも、天文学では統一した星座が使われるようになった。これらの星座は北半球の中緯度地域から見えるものばかりであったが、後に近代の天文学者によってプトレマイオスが観測できなかった南天や、星座と星座の隙間に新しい星座がつけ加えられ、現在は星座の数は88になっている。
プトレマイオス星座はヨーロッパ、アラブの天文学では2000年近くに渡って使われてきた歴史と伝統のある星座であり、天文学以外でも、後につけ加わえられた星座にはない神話が多く伝わるなど、今でも別格の扱いを受けている。
1928年に国際天文学連合が制定する以前と以後とでは星座の定義が異なるが、大雑把にみても、プトレマイオス星座は全て存続している。アルゴ座も、とも座・ほ座・りゅうこつ座の総称として存続したが、実際に天文学者によって使われることがなく、通例はアルゴ座を除く47星座が現存しているとされる。

## プトレマイオス星座の一覧
以下は、プトレマイオスの『シュンタクシス』 (ギリシア語本) に見える星座を掲載順に並べたものである。『シュンタクシス』の第7巻には北天星座と黄道星座の北半分の6座が、第8巻には黄道星座の残りの半分の6座と南天星座が収録されている。なお、(　) 内は『アルマゲスト』 (アラビア語本) に見える別名である。
北天星座 (21星座)
- 小熊座
- 大熊座
- 竜座
- ケーペウス座
- 牛飼い座
- 北のリース座
- 跪く者座
- 琴座
- 鳥座 (雌鶏座)
- カッシエペイアー座 (椅子に座った婦人座)
- ペルセウス座
- 手綱を執る者座
- 蛇を持つ者座
- 蛇を持つ者の蛇座
- 矢座
- 鷲座
- 海豚座
- 馬の首座
- 馬座
- アンドロメダ座 (鎖で縛られた女座)
- 三角座

黄道星座 (12星座)
- 牡羊座
- 牡牛座
- 双子座
- 蟹座
- 獅子座
- 少女座
- (蠍の) 爪座
- 蠍座
- 射手座
- 山羊の角を持つもの座
- 水 (瓶) を担ぐ者座
- 魚座

南天星座 (15星座)
- ケートス座
- オーリ (ー) オーン座
- 川座
- 兎座
- 犬座
- 前犬座
- アルゴー座
- ヒュドラー座
- 酒器座
- 烏座
- ケンタウロス座
- 野獣座
- 祭壇座
- 南のリース座
- 南の魚座